# Dascha Polanco

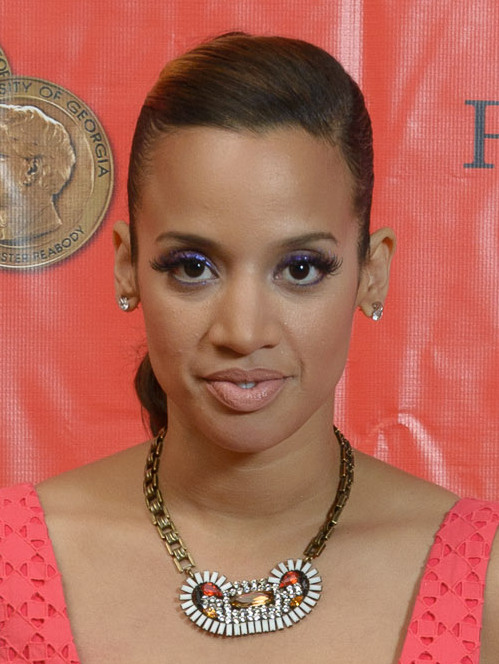
Polanco bei den 73. Peabody Awards

Dascha Yolaine Polanco (* 3. Dezember 1982) ist eine dominikanische Schauspielerin.

## Leben
Polanco wurde in der Dominikanischen Republik geboren und ist im jungen Alter in die USA ausgewandert. Hier wuchs sie in New York City und Miami auf. Sie hat zwei Kinder.

## Karriere
Polanco hat einen Abschluss in Psychologie vom Hunter College. Danach studierte Polanco um Krankenschwester zu werden. Ihr Verlobter überzeugte sie, der Schauspielerei nachzugehen. Ihre ersten Schauspielerfahrungen waren kleinere Rollen in den Fernsehserien Unforgettable und NYC 22.
2012 wurde Polanco für die Netflix-Fernsehserie Orange Is the New Black gecastet. Hier spielte sie in den ersten beiden Staffeln eine Nebenrolle. Seit der dritten Staffel spielt sie eine Hauptrolle. Außerdem spielt sie in der Netflix-Serie When They See Us die Frau des Vaters von Raymond Santana.

## Filmografie (Auswahl)
- 2011: Unforgettable (Fernsehserie, Folge 1x10 Trajectories)
- 2012: NYC 22 (Fernsehserie, Folge 1x102 Firebomb)
- 2013: Gimme Shelter
- 2013–2019: Orange Is the New Black (Fernsehserie, 80 Folgen)
- 2014: Cobbler – Der Schuhmagier (The Cobbler)
- 2015: Joy – Alles außer gewöhnlich (Joy)
- 2016: The Perfect Match
- 2017: Mutafukaz (Stimme)
- 2018: American Crime Story (Fernsehserie, 3 Folgen)
- 2019: Matrjoschka (Russian Doll, Fernsehserie, 4 Folgen)
- 2019: The Irishman
- 2019: When They See Us (Fernsehserie)
- 2019: Evil (Fernsehserie, Folge 1x03 3 Stars)
- 2021: In the Heights
- 2021: iGilbert
- 2022: DC League of Super-Pets (Sprechrolle)
- 2022: Samaritan
- 2023: A Little Prayer
- 2023: Pokerface (Fernsehserie, Folge 1x01 Dead Man's Hand)
- 2023: Miguel Wants to Fight
- 2024: Junction
- 2024: Air Force One Down: Die Agentin des Präsidenten (Air Force One Down)
- 2025: Terror Comes Knocking – The Marcela Borges Story
- 2025: The Walking Dead: Dead City (Fernsehserie, 6 Folgen)